# 제네바 대중교통
제네바 대중교통(프랑스어: Transports publics genevois, TPG)는 스위스 제네바주에서 제네바 시를 포함하여 대부분의 대중교통 시스템을 운영하고 있다. 대행사의 본사는 랑시, 그랑랑시에 있다.
TPG는 트램, 무궤도 전차와 버스를 제네바주까지 운행하며, 이웃한 프랑스의 일부 지역에도 서비스를 제공한다. 지역 철도 서비스는 스위스 연방 철도(CFF) 및 SNCF에서 제공하고, 여객 페리는 무에테 제네부아즈 해운(Mouettes Genevoises Navigation)에서 제공한다. TPG는 이러한 서비스 및 인근 프랑스의 일부 서비스와 공통 요금 시스템(Unireso)을 공유하므로 단일 티켓으로 해당 구역 및 유효 시간 내의 모든 대중교통에 사용할 수 있다.

## 역사
TPG는 1900년부터 1977년 1월 1일까지 주와 인근 프랑스 일부 지역에서 트램을 운영한 제네바 전철 트램웨이 회사(Compagnie Genevoise des Tramways Électriques, 약칭 CGTE)의 후속 조직이다.
2003년 12월, TPG는 헤스와 Vossloh Kiepe가 제조한 24m의 이중 관절 대형 무궤도 전차의 도로 테스트를 시작했다. 버스는 150명의 승객을 태울 수 있다. 2004년 1월 공항행 10호선 여객운항에 들어갔다. 이 차량은 원래 단일 굴절식 18m 차량이었던 무궤도 전차에 중간 섹션을 추가하여 만들어졌다. 2005-06년에 TPG는 헤스에서 길이 24.7m의 완전히 새로운 이중 굴절 트롤리버스 10대를 구입했으며, 번호는 781-790이다. 2006년 말 현재 TPG의 함대는 모두 굴절식 트롤리버스 92대를 포함했다(이 중 11대는 이중굴절식).
2008년 4월 27일 현재 TPG 네트워크에는 6개의 트램 노선, 38개의 광역 버스 노선, 15개의 광역(보주) 및 국제(프랑스) 버스 노선과 12개의 야간 버스 노선이 있다.
2010년 12월에는 아방셰에서 쿠탕스까지 18호선이 개통되었다. 2011년 5월 CERN까지 연장되었으며 2011년 12월 폐쇄되었으며 14호선으로 대체되었다. 2012년 12월 트램웨이는 다시 14호선(메랭-그라비에 – P+R 베르넥스)과 18호선(CERN – Carouge)으로 분할되었다.)

### 트램웨이 코르나방 -오네- 베르넥스 (TCOB)
건설은 2008년 11월에 시작하여 2011년 12월에 완료되었다. 14호선은 원래 P+R 베르넥스에서 메랭-그라비에 또는 CERN까지 운행되었지만, 이후 14호선(P+R 베르넥스 – 메랭-그라비에)과 2012년 12월 18호선(Carouge – CERN).

## 같이 보기
- 제네바 노면전차